# Charles Marchetti (football)
Pour les articles homonymes, voir Charles Marchetti et Marchetti.
Charles Marchetti, né le 17 juin 1942 à Nice et mort le 7 février 2018 dans la même ville, est un footballeur français évoluant au poste de gardien de but.

## Carrière
Charles Marchetti commence sa carrière avec le club de deuxième division de l'AS Cannes lors de la saison 1960-1961. Après 73 matchs de deuxième division en trois saisons, il rejoint le club de première division de l'OGC Nice, qui est relégué en 1964. Champion de France de deuxième division 1965, il retrouve l'élite lors de la saison 1965-1966 avec les Niçois. Il joue ensuite deux saisons à l'AC Ajaccio avant de revenir à l'OGC Nice en 1968. Il termine sa carrière en 1971 après avoir remporté le Championnat de France de football de deuxième division 1969-1970 et le Challenge des champions 1970.
Il compte également trois matchs en équipe de France espoirs de 1960 à 1964.

## Palmarès
OGC Nice
- Championnat de France D2 (2) :
  - Champion : 1964-65 et 1969-70.

- Challenge des champions (1) :
  - Vainqueur : 1970.